# Звёздные войны: Последние джедаи
«Звёздные во́йны: После́дние джеда́и» (англ. Star Wars: The Last Jedi) — эпическая космическая опера, режиссёром и автором сценария которой выступил Райан Джонсон. Восьмой фильм «Звёздных войн». Это продолжение внутренней хронологии серии и является сиквелом предыдущих фильмов, а также вторым в третьей трилогии. Фильм является первым посмертным для Кэрри Фишер, которая скончалась 27 декабря 2016 года, и фильм был посвящён ей.
Мировая премьера состоялась в Лос-Анджелесе 9 декабря 2017 года, через два года после премьеры «Пробуждения силы» и через год после премьеры спин-оффа «Изгой-один. Звёздные войны: Истории». Фильму потребовалось всего две недели со дня мировой премьеры, чтобы войти в список самых кассовых фильмов, заработав более 700 миллионов долларов и три недели мирового проката, чтобы заработать более миллиарда долларов. Занимает 15-е место в списке самых кассовых фильмов за всю историю и является самым кассовым фильмом 2017 года со сборами в $1 332 539 889.

## Сюжет
Власть Первого Ордена безраздельна. Покончив с мирной Республикой, Верховный лидер Сноук рассылает по галактике свои легионы, чтобы установить в ней военную диктатуру.
Насаждаемой тирании противятся лишь бойцы Сопротивления под началом генерала Леи Органы, свято верящие в то, что мастер-джедай Люк Скайуокер вернётся, а с ним и искра надежды.
Однако база Сопротивления обнаружена, к ней устремляются корабли Первого Ордена и отважные герои готовят спешное отступление….
Оригинальный текст (англ.)The power of the FIRST ORDER is undivided. Having ended the peaceful Republic, High Leader Snoke sends out his legions through the galaxy in order to establish a military dictatorship in it.

The incipient tyranny is opposed only by resistance fighters under the command of General Leia Organa, who believe that Master Jedi Luke Skywalker will return, and with him a spark of hope.

However, the Resistance base is discovered, the ships of the First Order are rushing to it, and brave heroes are preparing a hasty retreat ....
— Вступление
Кораблям Сопротивления под руководством генерала Леи Органа приходится спешно эвакуироваться с основной базы, когда к планете Ди’Куар приближается флотилия звёздных разрушителей и дредноут Первого ордена. Прикрывая транспортные корабли и выигрывая время, коммандер По Дэмерон в одиночку вступает в бой с противником. После завершения эвакуации, По, несмотря на приказ Леи об отступлении, бросает все оставшиеся бомбардировщики в бой. Уничтожив дредноут, корабли Сопротивления прыгают в гиперпространство, сбегая от разрушителей Первого Ордена.
Из-за невыполнения приказа, которое стоило Сопротивлению практически всех боеспособных кораблей, Лея понижает По в звании. В это время Финн выходит из комы.
Верховный лидер Первого ордена Сноук выносит генералу Хаксу строгий выговор за то, что он упустил флот Сопротивления и потерял дредноут; тем не менее, Хаксу удаётся отследить корабли Сопротивления с помощью новейшей технологии гипер-трекинга и атаковать его всеми имеющимися силами во главе с «Превосходством» — флагманом Первого Ордена.
В ходе атаки несколько истребителей во главе с Кайло Реном нападает на флагманский корабль Сопротивления, в котором находится Лея. Мать и сын чувствуют присутствие друг друга. Кайло Рен не решается убить свою мать и отказывается стрелять по командному мостику, однако сопровождающие его истребители открывают огонь на поражение. В результате этой атаки командный мостик корабля уничтожен: офицеры Сопротивления, среди которых адмирал Акбар, погибают, а Лею выбрасывает в открытый космос. Лея, используя Силу, возвращается на корабль, однако эта попытка забирает у неё остаток сил и она впадает в кому. Вместо Леи на пост встаёт исполняющая обязанности вице-адмирала Эмилин Холдо. В это время шокированный происходящим Финн хочет сбежать, чтобы не подставить Рей, когда та вернется от Люка. В отсеке со спасательными капсулами его обездвиживает шокером Роуз Тико, сочтя Финна дезертиром. После словесной перепалки и осознания того, как Первый Орден отследил корабли Сопротивления, они решают объединиться для отключения трекера. Финн и Роуз рассказывают свой план По Дэмерону. Он связывается с Маз Канатой, она советует обратиться к мастеру-взломщику в городе Канто-Байт на планете Кантоника.
В это время на планете Ак-То Рей встречает находящегося в добровольном изгнании Люка Скайуокера. Рей хочет, чтобы Люк обучил её навыкам джедая, но Скайуокер резко отказывает. Даже узнав о смерти своего старого друга Хана Соло, Люк отказывается обучать Рей. Однажды ночью Скайуокер встречает R2-D2, который показывает старую запись, где Лея просит о помощи Оби-Вана Кеноби. Решая откликнуться на призыв о помощи, как когда-то откликнулся Оби-Ван, Люк все-таки берется обучать девушку. Скайуокер объясняет Рей природу Силы, а также рассказывает ей о своём разочаровании в джедаях, которые на пике своей власти не заметили появления Дарта Сидиуса, создавшего Империю и собственноручно воспитали Дарта Вейдера, а также о том, как Кайло Рен уничтожил академию Джедаев, которую основал Люк. Во время обучения Сила начинает сводить Рей и Кайло, позволяя им спонтанно общаться на расстоянии.
Рей во время очередного контакта с Реном осознаёт: в Кайло ещё осталось добро. Она верит, что сможет вернуть Бена на светлую сторону, и отправляется на встречу с ним. По прибытии Рей арестована Кайло и направляется на встречу с Верховным лидером Сноуком.
После отбытия Рей Люк хочет сжечь священные книги джедаев, но не может решиться. Тут появляется призрак Йоды и направляет в дерево, где хранятся книги, молнию. Йода проводит воспитательную беседу с Люком, говоря ему, что нельзя упустить Рей, как упустили Бена Соло.
Финн и Роуз высаживаются на Кантонике и сразу бегут в казино, чтобы найти взломщика. Они его находят, но тут же оказываются арестованными местной полицией за незаконную парковку шаттла. В тюрьме они встречают человека, который назвался взломщиком. Вместе они сбегают из тюрьмы с помощью местных верховых животных — фазьеров и улетают с Кантоники.
После уничтожения последнего корабля сопровождения на флагмане Сопротивления По замечает, что Холдо заправляет транспортники и хочет бежать. Он считает это неразумным и со своими приспешниками поднимает мятеж. Затем Дэмерон удаляется на мостик и готовится к гиперпрыжку.
Финн, Роуз, взломщик и ВВ-8 проникают на звёздный разрушитель «Превосходство» и пытаются отключить трекер. Но их замечает дроид Первого Ордена. Финн и Роуз оказываются в руках Фазмы, а взломщик выгодно продаёт Ордену сведения о готовящемся побеге с флагмана.
Рей и Кайло Рен встречаются со Сноуком. Тот показывает Рей, что с Сопротивлением практически покончено, пытается разузнать местонахождение Люка Скайуокера, якобы последнего джедая, говорит, что собирается показательно убить Рей руками Кайло Рена, а также признаётся, что умеет управлять мыслями и что эффекты колебаний души Бена Соло — его работа. Сноук требует от Бена убить Рей. Но Кайло Рен, не желая становиться игрушкой Сноука, спасает Рей, Силой направляет отнятый световой меч Рей на своего наставника и разрубает Верховного лидера пополам. Затем Кайло и Рей уничтожают телохранителей Сноука. Рен призывает Рей остаться, забыть прошлое, объединить силы и вместе с ним установить новый порядок в галактике, но она отказывается. Рей пытается забрать световой меч Люка, но Кайло Рен оказывает ей сопротивление. Пытаясь отнять световой меч друг у друга, они Силой ломают его пополам.
Холдо видит, как «Превосходство» расстреливает транспортники и, чтобы помочь друзьям, разворачивает флагман на «Превосходство» и производит таран на гиперскорости, разорвав его на две половины. Своим самопожертвованием она даёт возможность остаткам сил Сопротивления — добраться до базы, Рей — сбежать на шаттле Сноука, а также спасает Финна и Роуз от казни во время исполнения приговора. Финн даёт бой Фазме, но она в итоге погибает от разрушения пола под ней во взрыве корабля. С помощью BB-8 Финн и Роуз добираются до старой базы повстанцев на планете Крэйт.
Хакс прибывает на место гибели Сноука и требует от Кайло Рена объяснений. Тот обманывает Хакса, обвиняя девушку в убийстве Сноука, и провозглашает себя новым Верховным лидером. Возглавив Первый Орден, Кайло Рен отдаёт приказ начать наступление на базу повстанцев.
Во время битвы на Крэйте на базе внезапно появляется Люк. Он говорит, что пришёл сразиться с Орденом. Рен приказывает расстрелять его из пушек шагоходов, но он остаётся целым и невредимым. Тогда Кайло приказывает доставить его к Люку. Он активирует световой меч и бросается в бой, но не может хотя бы задеть Скайуокера. Изумлённый, он пронзает бывшего учителя мечом, но тот не умирает. Оказалось, Люк вместо себя отправил свою проекцию Силы, дав Сопротивлению время уйти.
На Ак-То ослабленный Люк, окончательно победив тьму в самом себе, растворяется в Силе.
На «Тысячелетнем соколе» Финн ухаживает за раненой Роуз. В тот момент, когда он достаёт одеяло, чтобы накрыть девушку, в ящике видны обложки священных джедайских книг. Рей скрытно вывезла всю библиотеку перед тем, как Скайуокер захотел сжечь дерево. Рей спрашивает у Леи, как им восстановить Сопротивление, на что получает ответ, что все необходимое у них есть.
В последней сцене на Кантонике мальчик, ранее оказавший помощь Финну и Роуз, слушает историю друга о подвиге Люка Скайуокера, а затем притягивает метлу и мечтательно смотрит на звёзды, поднимая древко метлы, словно световой меч. На его пальце кольцо с эмблемой Сопротивления, полученное от Роуз.

## В ролях
| Актёр             | Роль                  |
| ----------------- | --------------------- |
| Марк Хэмилл       | Люк Скайуокер         |
| Кэрри Фишер       | генерал Лея Органа    |
| Адам Драйвер      | Кайло Рен (Бен Соло)  |
| Дейзи Ридли       | Рей                   |
| Джон Бойега       | Финн                  |
| Оскар Айзек       | По Дэмерон            |
| Энди Серкис       | Верховный лидер Сноук |
| Лупита Нионго     | Маз Каната            |
| Донал Глисон      | генерал Армитаж Хакс  |
| Энтони Дэниелс    | C-3PO                 |
| Гвендолин Кристи  | капитан Фазма         |
| Бенисио Дель Торо | Взломщик              |
| Йонас Суотамо     | Чубакка               |

| Актёр           | Роль                         |
| --------------- | ---------------------------- |
| Келли Мэри Трэн | Роуз Тико                    |
| Лора Дерн       | вице-адмирал Эмилин Холдо    |
| Фрэнк Оз        | Йода (призрак силы)          |
| Билли Лурд      | лейтенант Кайдел Ко Конникс  |
| Тимоти Д. Роуз  | адмирал Акбар                |
| Джимми Ви       | R2-D2                        |
| Вероника Нго    | Пейдж Тико                   |
| Джастин Теру    | «мастер-взломщик»            |
| Ной Сеган       | пилот X-Wing Стомерони Старк |
| Гарет Эдвардс   | солдат Сопротивления (камео) |
| Принц Уильям    | штурмовик (камео)            |
| Принц Гарри     | штурмовик (камео)            |
| Том Харди       | штурмовик (камео)            |

## Производство

### Съёмочная команда и подбор актёров

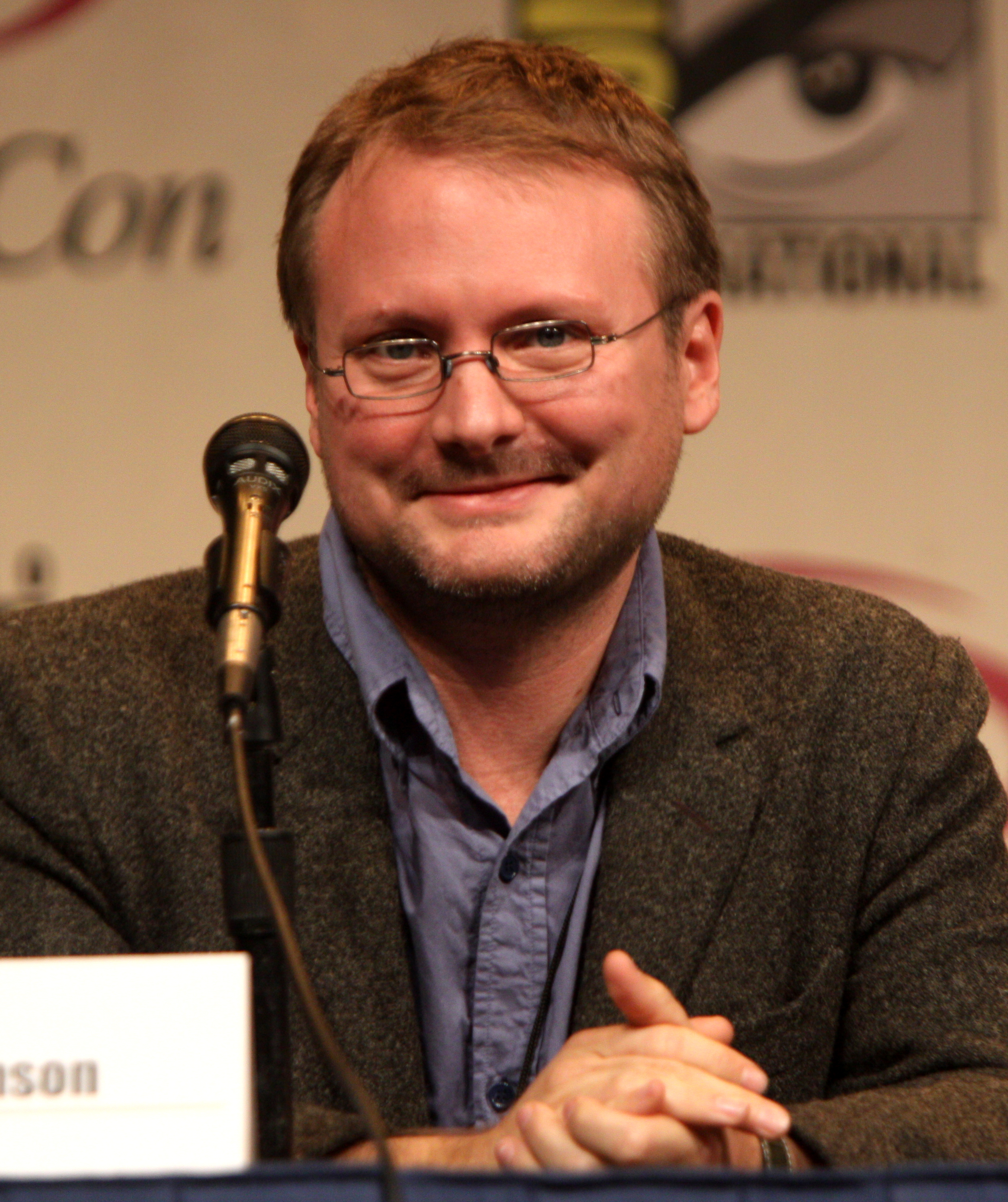
Райан Джонсон

20 июня 2014 года было анонсировано, что режиссёром и сценаристом восьмого эпизода «Звёздных войн» станет Райан Джонсон, известный по фильму «Петля времени».
Режиссёру предыдущего эпизода «Звёздные войны: Пробуждение силы» Дж. Дж. Абрамсу было отведено место исполнительного продюсера. Места других продюсеров заняли Кэтлин Кеннеди, Рэм Бергман, Саймон Кинберг и сценарист «Пробуждения силы» Лоуренс Кэздан. Оператором фильма был назначен Стив Йедлин.
В марте 2015 года Оскар Айзек, сыгравший пилота Сопротивления По Дэмерона в фильме «Звёздные войны: Пробуждение силы», подтвердил, что вернётся к своей роли в восьмом эпизоде. В июле было сообщено, что Бенисио Дель Торо рассматривается на роль злодея в фильме; позже в сентябре актёр лично подтвердил своё участие, но уточнил о своём персонаже следующее: «Если он действительно злодей, то я этого не знаю. Так говорят люди, но похоже, что они читали другой сценарий, а не тот, что читал я». Одновременно с началом съёмок восьмого эпизода подтвердилось возвращение Марка Хэмилла к роли Люка Скайуокера. Также осенью было объявлено, что свои роли в фильме получили Татьяна Маслани, Джина Родригес, Оливия Кук и Гугу Мбата-Роу. В ноябре стало известно, что роль дроида R2-D2 вместо Кенни Бейкера исполнит Джимми Ви. В декабре 2015 года продюсер фильма Кетлин Кеннеди сообщила, что помимо новых актёров исполнители основных ролей «Пробуждения силы» вернутся в восьмом эпизоде — включая Дейзи Ридли, Джона Бойегу, Оскара Айзека, Адама Драйвера, Донала Глисона, Гвендолин Кристи, Кэрри Фишер и Лупиту Нионго. Питер Мейхью же, из за проблем связанных с операцией на коленях, после которой он вынужден передвигаться с помощью палки, не смог вернуться к роли Чубакки, поэтому на его место взяли финского баскетболиста и актёра, Йонаса Суотамо.

### Съёмки

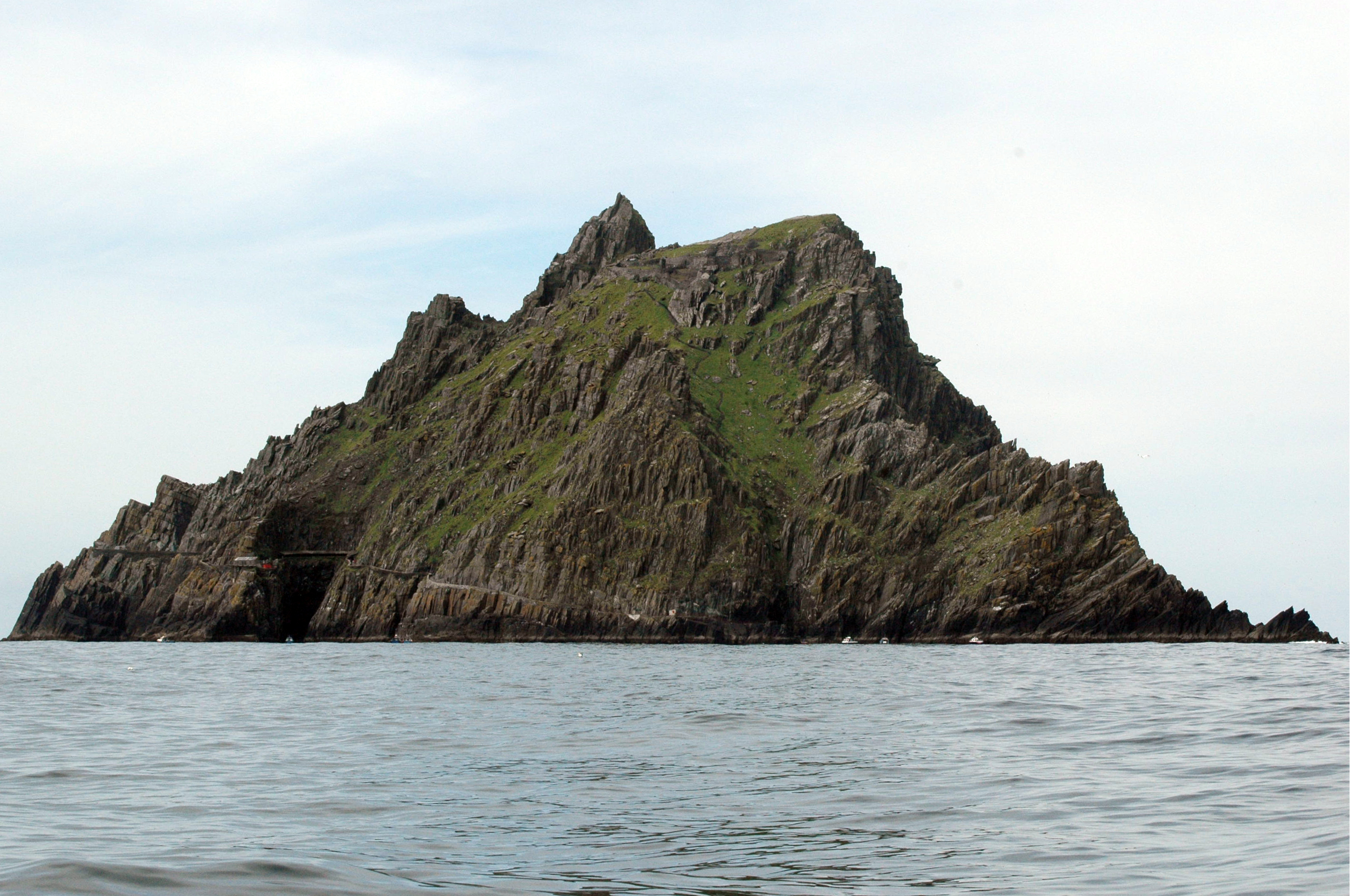
Скеллиг-Майкл место встречи персонажей Ридли и Хэмилла

Как и в случае с предыдущим фильмом, съёмки восьмого эпизода «Звёздных войн» проходили в британской студии Pinewood, расположенной неподалёку от Лондона в графстве Бакингемшир. В ноябре 2015 года Дж. Дж. Абрамс сообщил в интервью, что сценарий фильма уже закончен. Основные съёмки с ведущими актёрами восьмого эпизода стартовали в январе 2016 года и закончились 22 июля 2016.
Некоторые сцены восьмого эпизода «Звёздных войн» при участии Марка Хэмилла были сняты с 14 по 17 сентября 2015 года, на острове-утёсе Скеллиг-Майкл в Ирландии, где в 2014 году уже проходили съёмки заключительной сцены фильма «Звёздные войны: Пробуждение силы». 15 февраля 2016 года на официальном канале саги на YouTube вышел 34-секундный ролик, демонстрирующий начало производственной стадии фильма. 22 сентября 2017 года режиссёр Райан Джонсон на своей странице в Instagram объявил, что эпизод официально прошёл стадию постпродакшена.

### Музыка
В фильме также имеются темы, представленные в оригинальной трилогии, в том числе Luke’s Theme, Leia’s Theme, Rebel Fanfare и Force Theme из «Новой надежды»; Yoda’s Theme, «Имперский марш» и Han Solo and the Princess из фильма «Империя наносит ответный удар», а также Luke and Leia и 'The Emperor’s Theme из фильма «Возвращение джедая». Также имеются отрывки из «TIE Fighter Attack», которые впервые появились в «Новой надежде» и повторялись в «Возвращении джедая». The Emperor’s Theme — единственная вернувшаяся тема, которая не должна была быть включённой в официальную презентацию саундтрека; она играет в фильме, когда Сноук пытает Рей, чтобы получить информацию.
| №                   | Название                                                                  | Длительность |
| ------------------- | ------------------------------------------------------------------------- | ------------ |
| 1.                  | «Main Title and Escape»                                                   | 7:25         |
| 2.                  | «Ahch-To Island»                                                          | 4:22         |
| 3.                  | «Revisiting Snoke»                                                        | 3:28         |
| 4.                  | «The Supremacy»                                                           | 4:00         |
| 5.                  | «Fun with Finn and Rose»                                                  | 2:33         |
| 6.                  | «Old Friends»                                                             | 4:28         |
| 7.                  | «The Rebellion is Reborn»                                                 | 3:59         |
| 8.                  | «Lesson One»                                                              | 2:09         |
| 9.                  | «Canto Bight» (Включает в себя выдержки «Aquarela do Brasil» Ари Баррозу) | 2:37         |
| 10.                 | «Who Are You?»                                                            | 3:04         |
| 11.                 | «The Fathiers»                                                            | 2:42         |
| 12.                 | «The Cave»                                                                | 2:59         |
| 13.                 | «The Sacred Jedi Texts»                                                   | 3:32         |
| 14.                 | «A New Alliance»                                                          | 3:13         |
| 15.                 | «Chrome Dome»                                                             | 2:01         |
| 16.                 | «The Battle of Crait»                                                     | 6:47         |
| 17.                 | «The Spark»                                                               | 3:35         |
| 18.                 | «The Last Jedi»                                                           | 3:03         |
| 19.                 | «Peace and Purpose»                                                       | 3:06         |
| 20.                 | «Finale»                                                                  | 8:28         |
| Общая длительность: | Общая длительность:                                                       | 77:31        |

## Маркетинг
14 апреля 2017 года вышел первый тизер-трейлер. 8 октября на официальной странице саги в Твиттере было объявлено, что на следующий день выйдет полноценный трейлер фильма. 10 октября вышел первый трейлер фильма 30 октября вышел международный трейлер.

## Прокат
Изначально, в марте 2015 года было анонсировано, что мировая премьера восьмого эпизода «Звёздных войн» состоится 26 мая 2017 года. Позднее, в январе 2016 года стало известно, что компания Walt Disney Pictures перенесла релиз фильма на семь месяцев вперёд — на 14 декабря 2017 года. Перенос даты был связан с большим успехом в кассовых сборах предыдущего фильма «Звёздные войны: Пробуждение силы», также вышедшего на экраны кинотеатров в декабре. Фильм стал тридцать второй картиной, собравшей более $1 млрд в мировом прокате.

## Восприятие

### Реакция критиков

#### Отрицательные отзывы
Как и ожидалось картина уверенно стартовала у себя на родине, однако в России её старт не был столь успешен. Фильм собрал за первый уикенд в полтора раза меньше, чем его предшественник — «Пробуждение силы», и это несмотря на отсутствие явных конкурентов. Дебют картины в Китае также нельзя было назвать успешным, он собрал скромную цифру за уикенд и уступил двум отечественным комедиям, хотя показывать картину начали лишь в январе.
По мнению журналистов газеты «Версия», «режиссёр пытался вдохнуть новую струю во франшизу, но это выглядело как попытка подогнать картину под современные стандарты для блокбастеров». Кроме того, по их мнению, сюжет сильно перегружен ненужными подробностями и историями второстепенных персонажей, хотя ответов на вопросы, которые были заданы в прошлых фильмах, зритель так и не получит. Джонсон пытался создать фильм отличный от прежних, но в результате только отошёл от канона.
| «                               | «Последний джедай» - это рассказ о Сопротивлении, но сам фильм является кинематографическим шедевром Первого Ордена. | » |
| — Ричард Броуди, The New Yorker | |   |

По мнению обозревателя журнала «Forbes», Эрика Кэйна, режиссёр многое сделал правильно, но фильм не идеален. Клэйн отметил, что не был разочарован постаревшим и сломленным Люком или отсутствием ответов на вопросы, включая происхождение Рэй. Однако ряд сюжетных ходов вызвали у него недоумение.

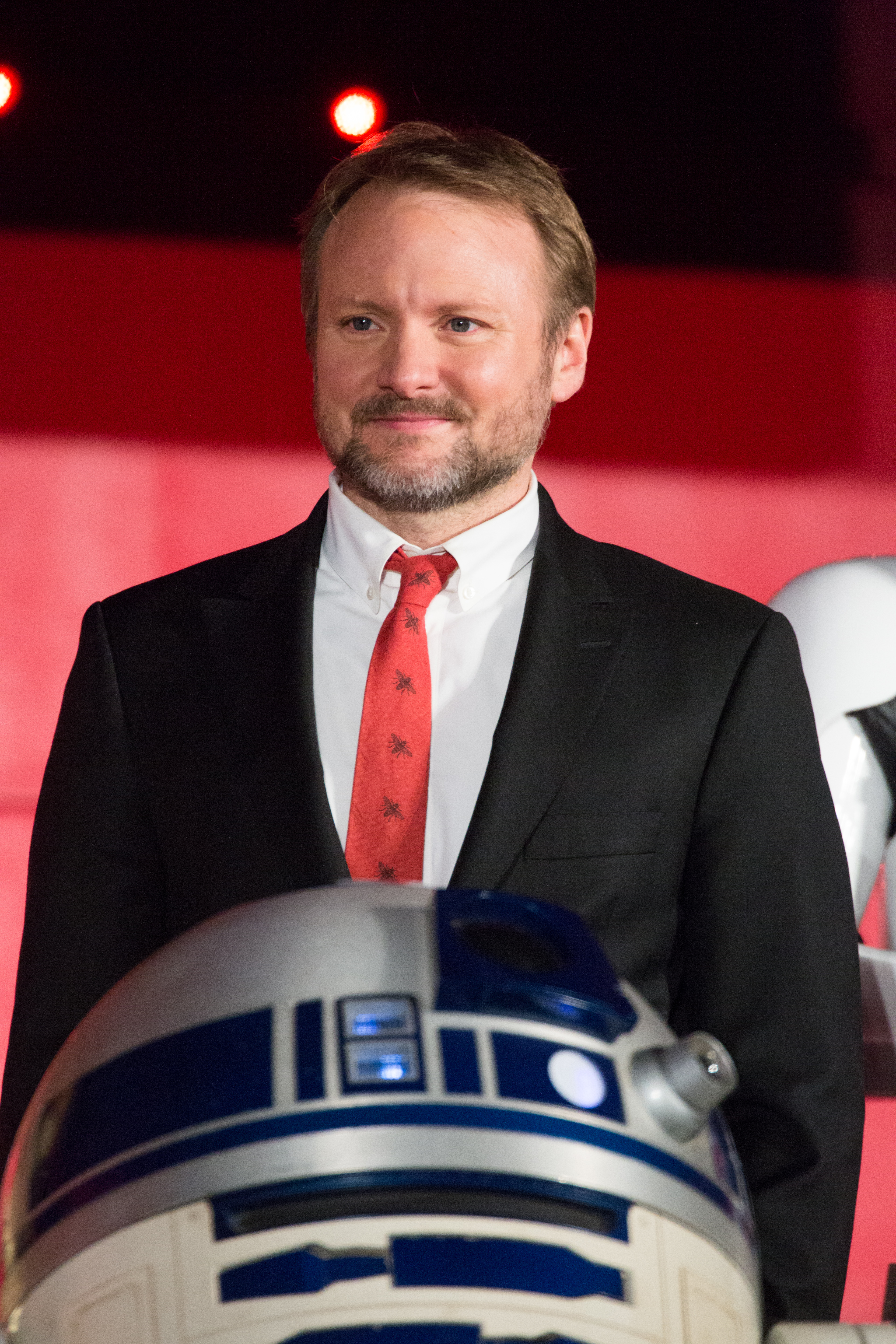
Райан Джонсон

Обозреватель «The New Yorker» Ричард Броуди считает, что «картина демонстрирует военизированный мир, в котором герои 24 часа в сутки заняты лишь выживанием, а если в картине и есть какой то скрытый смысл, то это контроль над разумом». «В картине нет места личности, все ради общего блага, даже когда речь заходит о крови и насилии».
Журналистка газеты «Аргументы и факты» называет героя Драйвера «жалким подражанием Дарту Вейдеру», хотя и отмечает, что в новой картине он стал интереснее. Денис Корсаков, журналист газеты «Ведомости» и «Комсомольская правда», полагает, что «новый фильм франшизы соберёт свои 2 миллиарда, но восторгаться им будут лишь поклонники франшизы». По его мнению, «картина демонстрирует вырождение знаменитой франшизы». Он полагает, что «новая картина — это хорошо продуманный коммерческий продукт, рассчитанный на большой рынок, однако, она лишилась оригинальности, сюжет пересказывает старые истории и никакие визуальные эффекты и актёры этого не исправят». Обозреватель издания «Страна» Анастасия Товт назвала картину «ода феминизму». Несмотря на это, картина ей понравилась, хотя сюжет и персонажи вызвали ряд вопросов, чьё появление на экране трудно чем-то объяснить.

#### Положительные отзывы
На сайте-агрегаторе Rotten Tomatoes фильм получил крайне положительные отзывы от кинокритиков — уровень одобрения фильма составил 91 % на основе 374 рецензий (339 положительных) со средней оценкой в 8,1 из 10. Общий вердикт критиков гласит, что фильм «Последние джедаи» относится с уважением к богатому наследию саги, но преподносит зрителям необычные сюжетные повороты, а также эмоциональный и богатый экшен, который фанаты так надеялись увидеть. На сайте Metacritic, средняя оценка фильма составила 85 из 100 на основе 56 критиков. Согласно данным опроса CinemaScore, зрители дали фильму оценку A по шкале A+ до F, другой сайт ComScore огласил другие результаты, согласно которым, зрители оценили фильм в 89 % и 79 % из них рекомендуют фильм к просмотру.
Мэтт Золлер из сайта RogerEbert дал фильму 4 из 5 звёзд и похвалил рискованные и неожиданные повороты в сюжете, заметив, что «фильм одинаково хорош во всём, как серьёзная приключенческая картина, полная страстных героев и злодеев. Она также затрагивает вопросы наследия, достоверности и правопреемства и вопрос о том, на сколько досконально нужно следовать или наоборот отходить от историй и символов прошлого». Петер Трэверс из Rolling Stone дал фильму оценку 3,5 из 4, похвалив его актёрский состав и режиссуру; критик говорит следующее: «ты оказываешься в супер-умелых руках Райана Джонсона, который подготавливает тебя к тому, что ты покинешь сеанс с чувством эйфории. Фильм о „Последнем Джедае“, средняя часть нынешней трилогии,
достоин называться одной из лучших картин в эпохе киносаги о Звёздных Войнах, указывая путь к следующему поколению Скайуокеров — с тревогой, к новой надежде».
Ричард Ропер из Chicago Sun-Times дал также оценку 3.5 из 4, заметив, что «„Последний джедай“ не оставляет такого же эмоционального удара, как „Империя наносит ответный удар“ и вторая половина фильма немного наскучивает, однако это по прежнему достойная часть франшизы с захватывающими сюжетными поворотами, приправленными хорошим юмором и отсылками к некоторым старым персонажам». Тодд Маккарти из The Hollywood Reporter заметил, что сюжет наполнен действиями, удовлетворяет ожидания зрительской аудитории и является результатом того, как режиссёр-сценарист Райан Джонсон погружается во вселенную Джорджа Лукаса и преподносит зрителям неожиданные повороты событий, которые зрители бы не ожидали увидеть.
Уилл Джомпертц, редактор искусств из журнала Би-би-си дал фильму оценку 4 из 5, заметив, что «Райан Джонсон… не испортил твоё рождество индейкой. Его подарок тебе это взрывной блокбастер, наполненный новаторством, остроумием и изобильным экшеном». Марк Кермод, кинокритик The Guardian также дал фильму оценку 4 из 5, заметив, что «Джонсон доказал, что является мастером равновесия, сохраняя воюющий дух межгалактической франшизы и почти идеальную гармонию фильма».
Напротив, Ричард Броди из журнала The New Yorker написал, что «Несмотря на наличие некоторых потрясающих декоративных штрихов (большинство из которых связаны с красным цветом) и краткую центральную последовательность нескольких историй, сюжет получился ужасно сглаженным и дистиллированным, прежде всего фильм представляет невероятно рассчитанный консенсусный рассказ, искусственную универсальность, которая достигается посредством явных религиозных отсылок». Кейт Тейлор из The Globe and Mail дала фильму оценку 2 из 4, заметив, что фильм пострадал от излишне подробного сюжета и количества новых дополнений «милые зверьки, зрелый злодей, плоская героиня, приглушённый юмор — фильм пытается поддерживать огромное наследие, но едва ли поддерживает баланс и наносит вред новой трилогии».

### Реакция поклонников и зрителей
Оценки фанатов были разными. На сайте Rotten Tomatoes только 42 % зрителей оценили фильм положительно (рейтинг 2.9 из 5). В частности, часть фанатов была крайне недовольна фильмом, назвав его сюжет затянутым, скучным и изобилующим ненужными сценами и даже была организована петиция, просящая вычеркнуть фильм «Последние джедаи» из официального канона. Одной из основных причин волнений стало изображение персонажа Люка Скайуокера, который в сравнении с оригинальной трилогией претерпел заметные личностные изменения, как выразился один из зрителей, «талантливый, вольный и целеустремлённый герой превратился в неуклюжего, параноидального и трусливого отшельника», что по мнению фанатов является оскорблением 30-летней истории франшизы и уничтожением того, из-за чего миллионы фанатов так любили фильмы о «Звёздных войнах». Некоторые фанаты, как и в предыдущем фильме снова не желали принимать персонажа Рей, утверждая, что она Мэри Сью, хотя достоверность такого утверждения уже ранее опровергалась критиками, а также у фанатов вызывала раздражение новая героиня Роуз, которая по их мнению была введена специально для азиатского рынка. В январе 2018 года, один из фанатов анонимно выложил в интернете пиратскую версию фильма, обрезанную на 46 минут, из которой были частично или полностью убраны сцены с женскими персонажами. Данный ролик стал причиной повышенного интереса и споров. Несмотря на споры вокруг сюжета, случайные опросы, проведённые научными методами подтвердили, что зрители были в целом очень довольны фильмом, например пользователи сайта CinemaScore дали в среднем фильму оценку A по шкале от А+ до F. Результаты опросов порталов SurveyMonkey и PostTrak также показали в среднем одобрительную оценку в 89 %, низкие оценки на таких агрегаторах, как Rotten Tomatoes и Metacritic в результате принято списывать на скоординированную атаку, организованную узким кругом недовольных фанатов, а также активность созданных ими ботов.
Серьёзный провал картину ожидал в Китае, где к фильму отнеслись достаточно равнодушно. В качестве основных причин указывается то, что среди китайцев нет достаточной фанатской аудитории, а цифра «8» отпугнула многих потенциальных зрителей, не желающих специально ради этого просмотреть семь предыдущих фильмов. Другая важная причина заключается в том, что китайцам не по душе пришлись «не слишком красивые» главные герои. Например Чен Тао, руководитель фан-форума по «Звёздным войнам» с сарказмом отметил, что если бы Финна играл актёр Уилл Смит, это несомненно вызвало бы больший интерес у китайцев к фильму.
Ряд журналов и новостных издательств, изучая комментарии недовольных пользователей, пришли к выводу, что главным источником споров стали женские персонажи и их излишне активное влияние на развитие сюжета, по мнению противников фильма, что теми расценивалось как продвижение феминистских/либеральных идей. Редакция Independent заметила, что фильм стал своеобразной проверкой на ксенофобию и того, на сколько зритель окажется готов принять половое и расовое разнообразие актёров. Постаревший Люк Скайуокер оставался последней надеждой в глазах таких фанатов, однако он не оправдал её. Редакция Vox выразила мнение, что недовольство фанатов можно свести к тому, что главным героем не стал белый мужчина, а также заметила заметное расхождение в пользовательской оценке фильма на разных рейтинговых сайтах, намекая на то, что оценки на Rotten Tomatoes могли были быть искусственно занижены. Редакция The Daily Dot указала на явное сходство споров вокруг «Последних джедаев» с геймергейтом — скандалом 2014 года вокруг присутствия женщин в видеоиграх.
Альтернативное мнение оставила редакция Forbes, заметив, что причина недовольства части фанатов не лежала исключительно в неприятии женских персонажей, а многие недовольные сетовали прежде всего на затянутый сюжет, плохую проработанность персонажей, отсутствие их развития и глупые, клишированные сюжетные повороты. Представитель Forbes сам причислил себя к старому фанату «Звёздных войн», который был доволен актёрским составом, но был разочарован прежде всего сценарием. В заключении журналист заметил, что любить или не любить фильм — личное дело каждого фаната, также он уверен в том, что критики искусственно завысили оценки фильму, так как боятся авторитарной политики Disney.
В июне 2018 года актриса Келли Мари Трен, игравшая персонажа Роуз, удалила свой аккаунт в Instagram из-за постоянных оскорблений и угроз на расовой и гендерной почве со стороны части фанатов Star Wars, актриса призналась, что после выхода фильма, избегает социальные сети из-за волны ненависти, направленной против неё. С похожими проблемами столкнулись также актёры Дейзи Ридли и Бойега Джон, которые ещё после выхода седьмого эпизода стали отстраняться от социальных сетей из-за агрессивно настроенных фанатов.

### Награды и номинации
| Премия           | Категория                            | Номинант                                                          | Результат |
| ---------------- | ------------------------------------ | ----------------------------------------------------------------- | --------- |
| «Оскар»          | Лучшая музыка к фильму               | Джон Уильямс                                                      | Номинация |
| «Оскар»          | Лучшие визуальные эффекты            | Бен Моррис, Майкл Малхолланд, Нил Скэнлэн, Крис Корбоулд          | Номинация |
| «Оскар»          | Лучший звук                          | Дэвид Паркер, Майкл Семаник, Рен Клайс, Стюарт Уилсон             | Номинация |
| «Оскар»          | Лучший звуковой монтаж               | Мэттью Вуд, Рен Клайс                                             | Номинация |
| BAFTA            | Лучшие визуальные эффекты            | Стивен Эплин, Крис Корбоулд, Бен Моррис, Нил Скэнлэн              | Номинация |
| BAFTA            | Лучший звук                          | Рен Клайс, Дэвид Паркер, Майкл Семаник, Стюарт Уилсон, Мэттью Вуд | Номинация |
| «Сатурн»         | Лучшая научно-фантастический фильм   |                                                                   | Номинация |
| «Сатурн»         | Лучший режиссёр                      | Райан Джонсон                                                     | Номинация |
| «Сатурн»         | Лучшая мужская роль                  | Марк Хэмилл                                                       | Победа    |
| «Сатурн»         | Лучшая женская роль                  | Дейзи Ридли                                                       | Номинация |
| «Сатурн»         | Лучшая женская роль второго плана    | Кэрри Фишер (посмертно)                                           | Номинация |
| «Сатурн»         | Лучшая женская роль второго плана    | Келли Мэри Трэн                                                   | Номинация |
| «Сатурн»         | Лучший сценарий                      | Райан Джонсон                                                     | Победа    |
| «Сатурн»         | Лучшая музыка к фильму               | Джон Уильямс                                                      | Номинация |
| «Сатурн»         | Лучший монтаж                        | Боб Дюксе                                                         | Победа    |
| «Сатурн»         | Лучший дизайн костюмов               | Майкл Каплан                                                      | Номинация |
| «Сатурн»         | Лучшая работа художника-постановщика | Рик Хайнрикс                                                      | Номинация |
| «Сатурн»         | Лучший грим и причёски               | Питер Суордс Кинг, Нил Скэнлэн                                    | Номинация |
| «Сатурн»         | Лучшие визуальные эффекты            | Бен Моррис, Майкл Малхолланд, Крис Корбоулд, Нил Скэнлэн          | Номинация |
| MTV Movie Awards | Лучшая актёр или актриса             | Дейзи Ридли                                                       | Номинация |
| MTV Movie Awards | Лучший герой                         | Дейзи Ридли                                                       | Номинация |
| MTV Movie Awards | Лучший злодей                        | Адам Драйвер                                                      | Номинация |

## Продолжение
В августе 2015 года режиссёр фильма «Мир юрского периода» Колин Треворроу был объявлен режиссёром заключительного фильма третьей трилогии «Звёздных войн» — «Звёздные войны. Эпизод IX», однако по причине творческих разногласий с Кэтлин Кеннеди покинул проект. Девятым эпизодом занялся режиссёр и сценарист «Пробуждения силы» Дж. Дж. Абрамс.